# Долішнє Големанці
Долішнє Голема́нці (болг. Долно Големанци) — село в Хасковській області Болгарії. Входить до складу общини Хасково.

## Населення
За даними перепису населення 2011 року у селі проживали 490 осіб.
Національний склад населення села:
| Національність   | Кількість осіб | Відсоток |
| ---------------- | -------------- | -------- |
| турки            | 461            | 94,3%    |
| цигани           | 20             | 4,1%     |
| болгари          | 6              | 1,2%     |
| Всього відповіли | 489            |          |

Розподіл населення за віком у 2011 році:
Динаміка населення: